# Сімейство бронеавтомобілів ERC

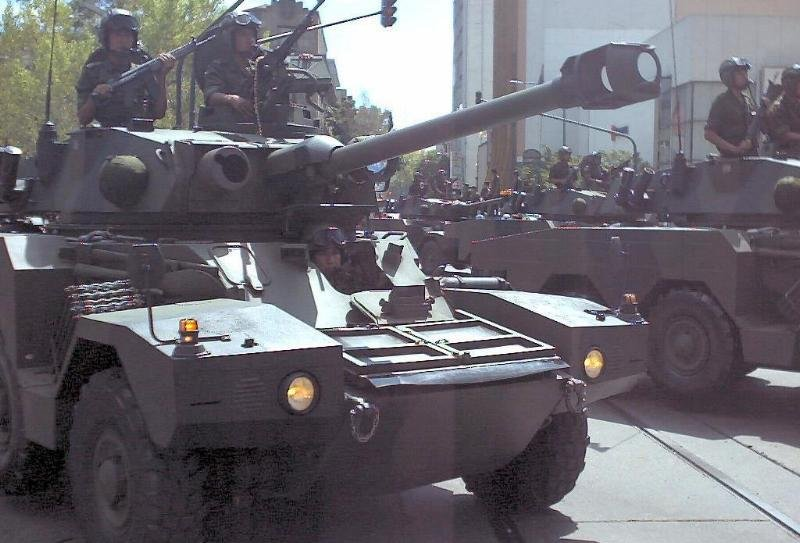
ERC 90 F1 Lynx мексиканської армії під час параду на честь Дня Незалежності.

ERC (фр. Engin de Reconnaissance à Canon) — це французький високомобільний плаваючий шести колісний бронеавтомобіль з можливістю захисту від ЗМУ. Хоча тестувалося багато варіантів цієї машини, у серію увійшли лише дві з них: Lynx та Sagaie.

## Створення
Sagaie був приватним проектом розрахованим на експорт, колісні бронеавтомобілі ERC вироблялися фірмою Panhard з останньої половини 1970х років як наступника успішних чотирьох колісних машин AML та M3.

## Варіанти

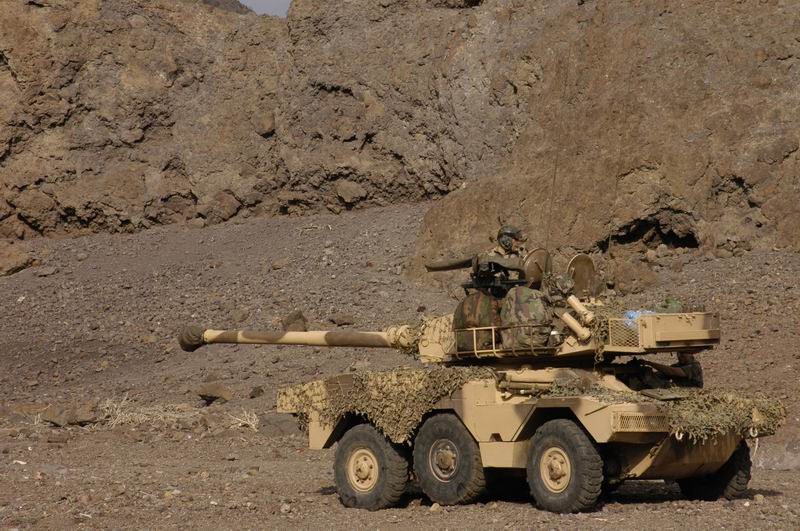
Французький ERC 90 Sagaie розвідувального підрозділу 13ої навпівбригади Іноземного Легіону поблизу Джибуті у 2005

- EMC 91: Машина вогняної підтримки з 81 мм мінометом у башті Hispano-Suiza EMC.
- ERC 20: Зенітна версія з  2× 20 мм автоматичними гарматами.
- ERC 60-20: Оснащена баштою Hispano-Suiza 60-20 Serval з 60 мм мінометом та 20 мм автоматичною гарматою.
- ERC 90 (Diesel): З дизельним двигуном.
- ERC 90 F1 Lynx: З баштою Hispano-Suiza Lynx 90 як і на Panhard AML.
- ERC 90 F4 Sagaie: З баштою GIAT TS 90 з гарматою з довгим стволом та з бронебійними підкаліберними снарядами.
- ERC 90 Sagaie 2: Більша версія з двома двигунами і покращеною баштою.
- VCR: БТР на базі ERC.